# Blaškovići
Blaškovići is een plaats in de gemeente Kršan in de Kroatische provincie Istrië. De plaats telt 148 inwoners (2001).